# Ганско-иранские отношения
Ганско-иранские отношения относятся к двусторонним отношениям между двумя странами, Ганой и Ираном. Гана имеет посольство в Тегеране, а Иран имеет посольство в Аккре.

## История
Гана и отношения с Исламской Республикой Иран восходят к соучредительству Движения неприсоединения первым президентом Ганы Кваме Нкрумой в 1961 году, а президент Ганы Джон Драмани Махама назвал отношения между Ганой и Ираном историческими, и выразил достижения в установлении связей с более высокий уровень.

## Официальные визиты
Исламская Республика Иран и шестой президент Ирана и тридцатый генеральный секретарь Движения неприсоединения Махмуд Ахмадинежад посетили Гану до того, как их сменил на этом посту седьмой президент Ирана и тридцать первый Генеральный секретарь Движения неприсоединения Хасан Рухани. Президент Ахмадинежад встретился с 12-м президентом Ганы Джоном Драмани Махамой и членами иранских народов Ганы 16 апреля 2013 года, чтобы обсудить с президентом Джоном Драмани Махамой укрепление Движения неприсоединения, а также сопредседательство двусторонней встречи между двумя странами, Ганой и Ираном, в президентском дворце Ганы Флагстафф Хауса. Ахмадинежада приветствовали десятки жителей Ганы, несущих знамена и флаги Ирана, и портреты Махмуда Ахмадинежада, чтобы поприветствовать президента Ирана.